# San Miguel de Tucumán

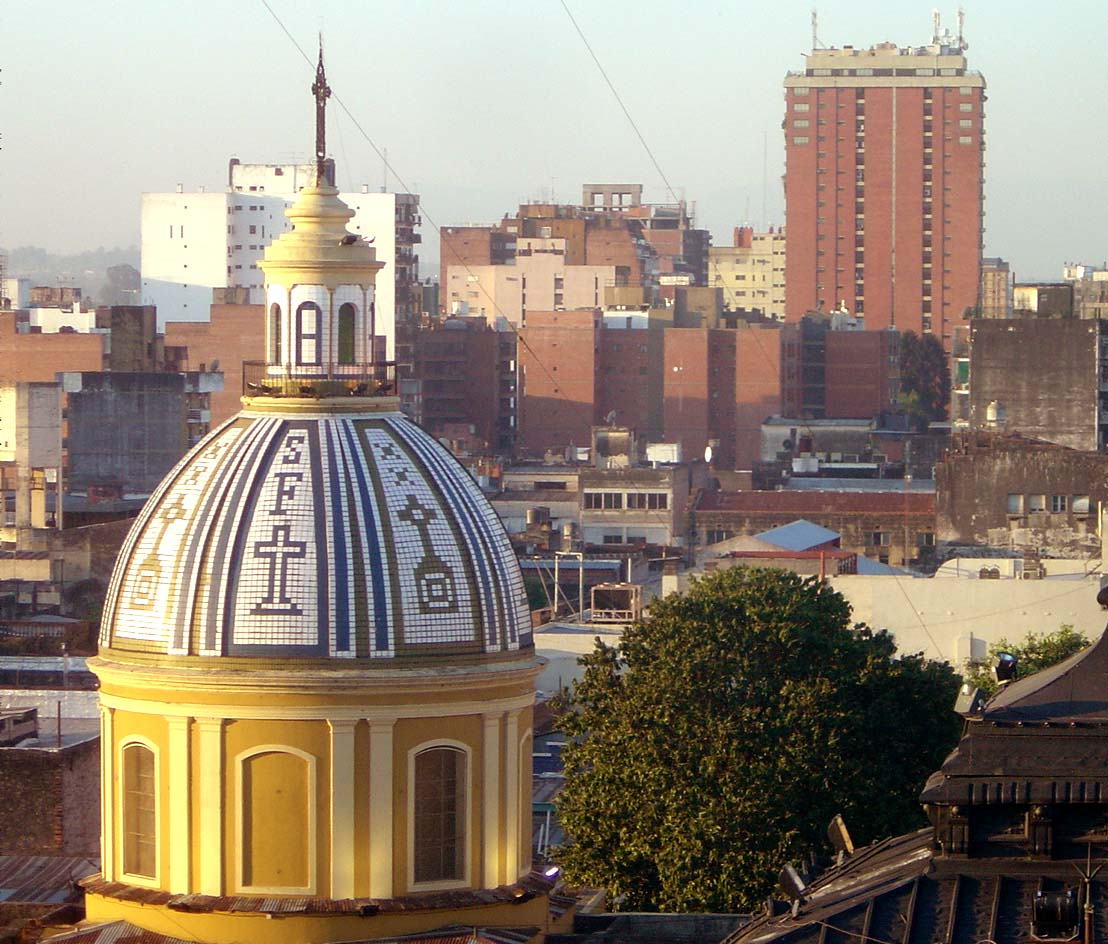
Cảnh trung tâm

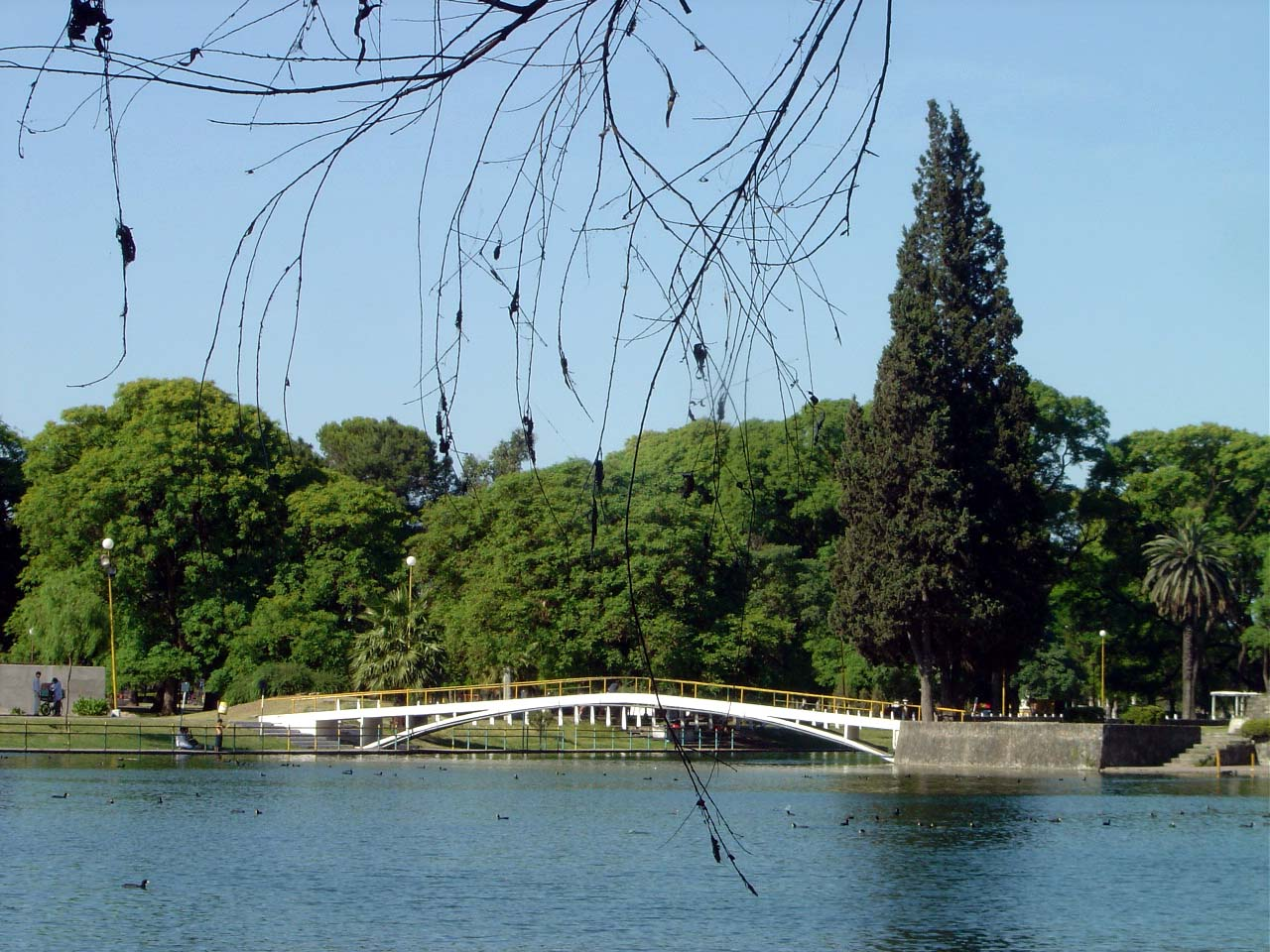
Công viên 9 tháng 7

San Miguel de Tucumán (thường gọi đơn giản là Tucumán)  là một thành phố nằm trong tỉnh Tucumán phía bắc của Argentina. Thành phố San Miguel de Tucumán cách Buenos Aires 1311 km, có diện tích km², dân số theo ước tính năm 2009 là 789.000 người. Đây là thành phố lớn thứ 5 tại Argentina sau Buenos Aires, Córdoba, Rosario và Mendoza. Thành phố được thành lập năm 1565 bởi Conquistador Diego de Villarroel trong đợt thám hiểm từ Peru, và đã được dời về vị trí ngày nay vào năm 1685.

## Khí hậu
| Dữ liệu khí hậu của San Miguel de Tucumán | Dữ liệu khí hậu của San Miguel de Tucumán | Dữ liệu khí hậu của San Miguel de Tucumán | Dữ liệu khí hậu của San Miguel de Tucumán | Dữ liệu khí hậu của San Miguel de Tucumán | Dữ liệu khí hậu của San Miguel de Tucumán | Dữ liệu khí hậu của San Miguel de Tucumán | Dữ liệu khí hậu của San Miguel de Tucumán | Dữ liệu khí hậu của San Miguel de Tucumán | Dữ liệu khí hậu của San Miguel de Tucumán | Dữ liệu khí hậu của San Miguel de Tucumán | Dữ liệu khí hậu của San Miguel de Tucumán | Dữ liệu khí hậu của San Miguel de Tucumán | Dữ liệu khí hậu của San Miguel de Tucumán |
| Tháng                                     | 1                                         | 2                                         | 3                                         | 4                                         | 5                                         | 6                                         | 7                                         | 8                                         | 9                                         | 10                                        | 11                                        | 12                                        | Năm                                       |
| ----------------------------------------- | ----------------------------------------- | ----------------------------------------- | ----------------------------------------- | ----------------------------------------- | ----------------------------------------- | ----------------------------------------- | ----------------------------------------- | ----------------------------------------- | ----------------------------------------- | ----------------------------------------- | ----------------------------------------- | ----------------------------------------- | ----------------------------------------- |
| Cao kỉ lục °C (°F)                        | 40.6 (105.1)                              | 36.6 (97.9)                               | 35.6 (96.1)                               | 34.9 (94.8)                               | 31.5 (88.7)                               | 30.7 (87.3)                               | 35.0 (95.0)                               | 38.0 (100.4)                              | 39.0 (102.2)                              | 39.6 (103.3)                              | 40.3 (104.5)                              | 39.4 (102.9)                              | 40.6 (105.1)                              |
| Trung bình ngày tối đa °C (°F)            | 31.3 (88.3)                               | 30.2 (86.4)                               | 27.7 (81.9)                               | 24.4 (75.9)                               | 21.2 (70.2)                               | 18.2 (64.8)                               | 19.1 (66.4)                               | 22.5 (72.5)                               | 24.5 (76.1)                               | 29.0 (84.2)                               | 29.6 (85.3)                               | 30.6 (87.1)                               | 25.7 (78.3)                               |
| Trung bình ngày °C (°F)                   | 25.3 (77.5)                               | 24.2 (75.6)                               | 22.2 (72.0)                               | 19.1 (66.4)                               | 15.5 (59.9)                               | 12.2 (54.0)                               | 12.1 (53.8)                               | 14.7 (58.5)                               | 17.1 (62.8)                               | 21.6 (70.9)                               | 23.2 (73.8)                               | 24.9 (76.8)                               | 19.3 (66.7)                               |
| Tối thiểu trung bình ngày °C (°F)         | 20.2 (68.4)                               | 19.2 (66.6)                               | 18.0 (64.4)                               | 15.1 (59.2)                               | 11.0 (51.8)                               | 7.6 (45.7)                                | 6.8 (44.2)                                | 8.6 (47.5)                                | 10.6 (51.1)                               | 15.1 (59.2)                               | 17.5 (63.5)                               | 19.4 (66.9)                               | 14.1 (57.4)                               |
| Thấp kỉ lục °C (°F)                       | 12.1 (53.8)                               | 12.3 (54.1)                               | 7.4 (45.3)                                | 6.4 (43.5)                                | 0.1 (32.2)                                | −2.8 (27.0)                               | −2.8 (27.0)                               | −2.3 (27.9)                               | −1.6 (29.1)                               | 3.0 (37.4)                                | 8.4 (47.1)                                | 9.8 (49.6)                                | −2.8 (27.0)                               |
| Lượng Giáng thủy trung bình mm (inches)   | 196.2 (7.72)                              | 158.1 (6.22)                              | 161.0 (6.34)                              | 67.2 (2.65)                               | 14.7 (0.58)                               | 14.0 (0.55)                               | 11.4 (0.45)                               | 12.4 (0.49)                               | 13.3 (0.52)                               | 47.8 (1.88)                               | 69.8 (2.75)                               | 200.4 (7.89)                              | 966.3 (38.04)                             |
| Số ngày giáng thủy trung bình             | 15                                        | 12                                        | 14                                        | 10                                        | 6                                         | 5                                         | 4                                         | 3                                         | 4                                         | 6                                         | 12                                        | 12                                        | 103                                       |
| Độ ẩm tương đối trung bình (%)            | 75                                        | 77                                        | 83                                        | 84                                        | 81                                        | 80                                        | 74                                        | 66                                        | 63                                        | 62                                        | 70                                        | 73                                        | 74                                        |
| Số giờ nắng trung bình tháng              | 229.4                                     | 183.6                                     | 186.0                                     | 162.0                                     | 167.4                                     | 156.0                                     | 195.3                                     | 235.6                                     | 192.0                                     | 201.5                                     | 216.0                                     | 232.5                                     | 2.357,3                                   |
| Phần trăm nắng có thể                     | 54                                        | 50                                        | 49                                        | 47                                        | 50                                        | 50                                        | 60                                        | 67                                        | 54                                        | 51                                        | 53                                        | 55                                        | 53                                        |
| Nguồn 1: Servicio Meteorológico Nacional  |                                           |                                           |                                           |                                           |                                           |                                           |                                           |                                           |                                           |                                           |                                           |                                           |                                           |
| Nguồn 2: UNLP                             |                                           |                                           |                                           |                                           |                                           |                                           |                                           |                                           |                                           |                                           |                                           |                                           |                                           |